# Donald Bradman
Donald George Bradman, dit Don Bradman et surnommé « The Don », est un joueur de cricket international australien né le 27 août 1908 à Cootamundra en Nouvelle-Galles du Sud et mort le 25 février 2001 à Adélaïde en Australie-Méridionale, d'une pneumonie. Il est généralement considéré comme étant le meilleur batteur de l'histoire de son sport. Sa moyenne à la batte en test-matchs, 99,94, est de loin la meilleure de l'histoire : aucun autre joueur ayant disputé au moins vingt manches n'a fait mieux que 61 en fin de carrière à ce niveau.
Enfant, Donald Bradman apprend seul le cricket grâce à une balle de golf et un petit piquet de bois. Il passe en deux ans des compétitions locales à l'équipe d'Australie, avec laquelle il joue son premier test-match en 1928. Avant son vingt-deuxième anniversaire, il établit des records du monde dont certains tiennent encore à ce jour, et devient l'idole sportive de l'Australie en cette période de crise économique. Personnalité distante et complexe, l'adulation dont font preuve ses admirateurs affecteront ses relations avec certains de ses coéquipiers, des journalistes et des administrateurs. Une tactique controversée, Bodyline, est utilisée par l'équipe d'Angleterre spécialement pour le contrer. En 1948, il est à la tête de l'équipe d'Australie qui finit invaincue lors d'une tournée sur le sol anglais, valant à ses joueurs le surnom d'« Invincibles » et achève sa carrière internationale la même année. Après sa carrière de joueur, il continue d'avoir une influence sur le jeu en étant administrateur, sélectionneur et écrivain d'ouvrages consacrés à son sport.

## Biographie

### Enfance et jeunesse

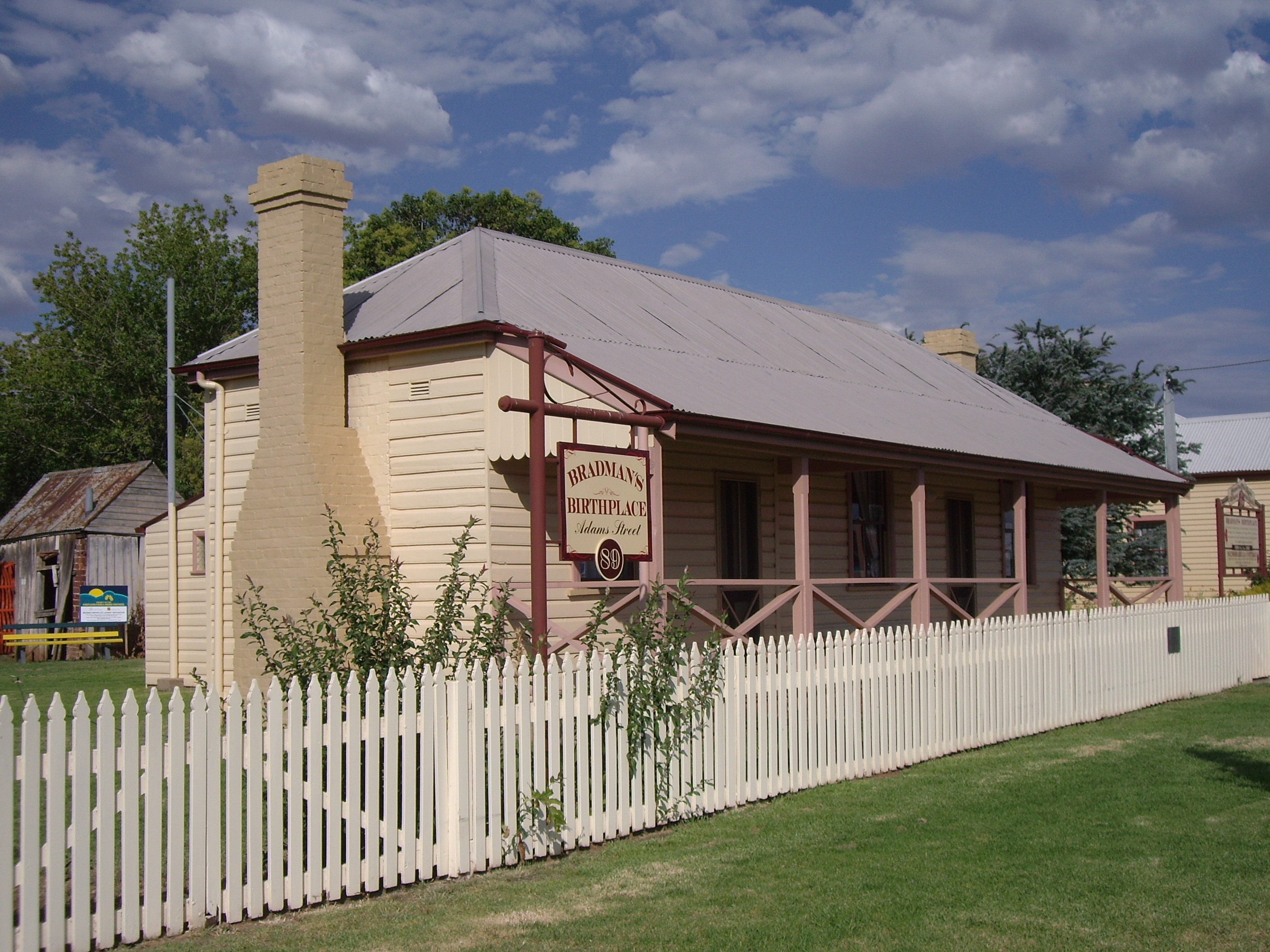
La maison natale de Bradman, à Cootamundra, est désormais un musée.

Donald Bradman est le plus jeune fils de George et Emily Bradman. Il naît le 27 août 1908 à Cootamundra en Nouvelle-Galles du Sud. Il a un frère et trois sœurs. Sa famille déménage à Bowral dans les Hautes Terres du sud lorsqu'il a deux ans et demi.
Bradman pratique constamment le cricket durant son enfance, s'exerçant à être batteur et inventant sa propre variante solitaire du jeu. Il utilise une balle de golf et, en guise de batte, un stump. Un réservoir d'eau, monté sur un support courbe en brique, est situé à l'arrière de la maison familiale. Lorsque la balle heurte la face courbe du support, elle rebondit à grande vitesse et dans des angles variables, et Bradman essaye de la toucher à nouveau. Cette pratique développe significativement sa synchronisation et ses réflexes. Dans une forme de cricket plus formelle, il réussit à marquer son premier century à l'âge de douze ans avec l'équipe de l'école publique de Bowral contre l'école supérieure de Mittagong.
En 1920-1921, Bradman est marqueur de score pour l'équipe de Bowral, dont le capitaine est son oncle George Whatman. Il est inclus dans l'équipe au cours d'un match où elle manque de joueurs. Il quitte l'école en 1922 et travaille pour le compte d'un agent immobilier qui encourage ses passe-temps sportifs en lui offrant du temps libre si nécessaire. Il abandonne le cricket au profit du tennis pendant deux ans, mais y revient en 1925–1926.

### Ascension

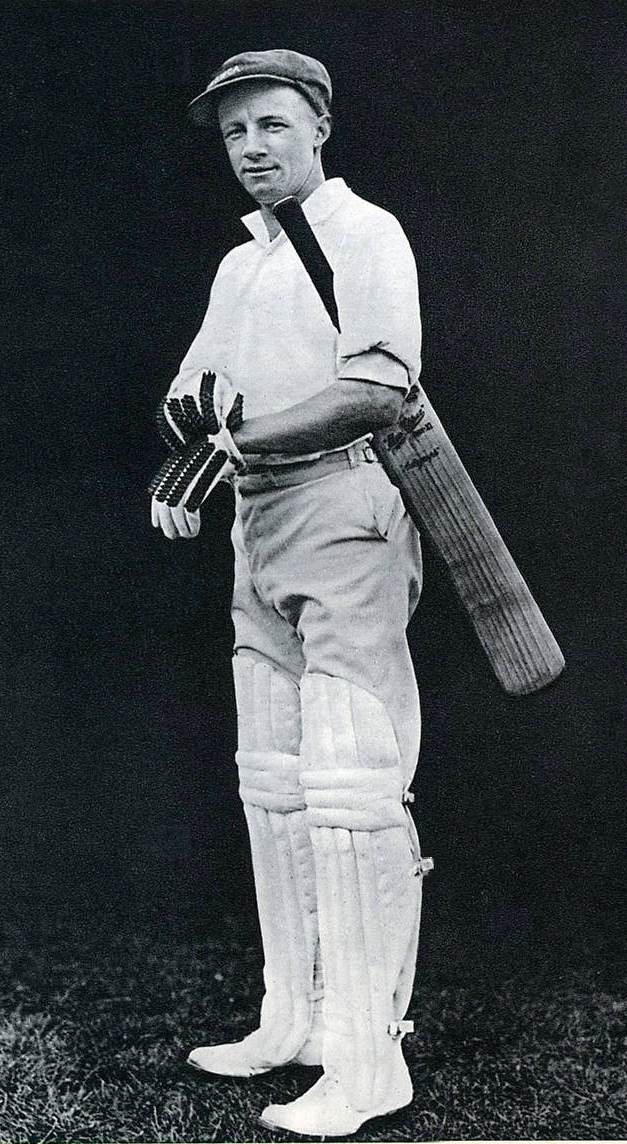
Bradman en 1928.

Lorsqu'il revient au cricket, Bradman joue régulièrement pour l'équipe de Bowral, qui affronte d'autres villes rurales dans une compétition locale. Plusieurs de ses performances attirent l'attention de la presse quotidienne de Sydney. Il marque 234 runs contre Wingello, qui aligne notamment le futur lanceur international Bill O'Reilly,. Il accumule 300 runs lors de la finale de la compétition, disputée sur cinq samedis consécutifs contre le club de Moss Vale. Durant l'été australien 1926, une équipe d'Australie vieillissante perd le trophée des Ashes contre l'Angleterre, et plusieurs internationaux se retirent. La New South Wales Cricket Association, qui gère le cricket en Nouvelle-Galles du Sud, commence à prospecter pour dénicher de nouveaux talents. Consciente des performances que Bradman réalise avec Bowral, il est invité à une session d'entraînement à Sydney et est choisi pour participer aux tournois de la Country Week à la fois en tennis et en cricket, tournois qui se jouent sur deux semaines distinctes. Son employeur ne lui accorde qu'une semaine, l'obligeant à choisir entre deux sports. Il opte pour le cricket.
Ses performances durant la Country Week lui valent une invitation à participer à la compétition de grade cricket de Sydney pour le club de St George durant la saison 1926-1927. Il marque 110 runs lors de ses débuts. Le 1er janvier 1927, il est appelé par l'équipe réserve de la Nouvelle-Galles du Sud. Durant le reste de la saison, Bradman effectue cent-trente kilomètres chaque samedi entre Bowral et Sydney pour jouer avec St George.
L'ascension du « Garçon de Bowral » continue la saison suivante. Il est sélectionné pour faire partie de l'équipe de Nouvelle-Galles du Sud en lieu et place d'Archie Jackson, blessé. Il fait ses débuts en first-class cricket, le plus haut niveau national, à l'Adelaide Oval à l'âge de dix-neuf ans. Il réussit à marquer 118 runs lors de la première manche de sa carrière. Son style présente déjà les caractéristiques qui deviendront sa marque : jeu de jambes vif, confiance, calme et efficacité. Lors du dernier match de la saison, il réussit son premier century au Sydney Cricket Ground contre le Victoria, vainqueur du Sheffield Shield, la compétition nationale de first-class cricket australienne. Malgré son potentiel, il n'est pas sélectionné pour la tournée de l'équipe réserve de l'Australie en Nouvelle-Zélande.
Bradman déménage à Sydney pour la saison 1928-1929, espérant ainsi augmenter ses chances de devenir international alors que l'équipe d'Angleterre s'apprête à effectuer une tournée en Australie pour la défense de son titre des Ashes. Initialement, il continue de travailler dans l'immobilier, mais sera par la suite employé par Mick Simmons Ltd, détaillant de matériel sportif. Lors de sa première rencontre de la saison du Sheffield Shield, il marque un century dans chaque manche contre le Queensland puis marque 87 runs et 137 runs not out contre l'Angleterre, toujours avec la Nouvelle-Galles du Sud, ce qui lui vaut sa première sélection en Test cricket avec l'équipe d'Australie pour le premier match des Ashes, au Brisbane Cricket Ground.

### Débuts internationaux

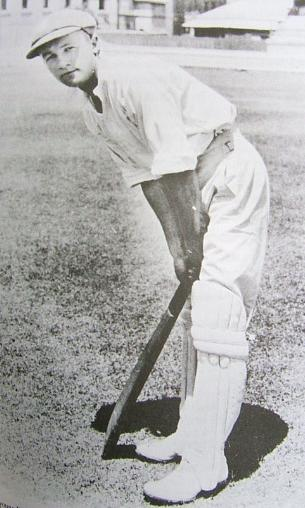
Donald Bradman en 1928.

Le premier test-match joué par Bradman n'est que sa dixième rencontre de first-class cricket. L'équipe d'Australie affronte l'équipe d'Angleterre dans la série des Ashes. Sur un terrain humide, l'expérience est difficile pour lui : les Australiens n'accumulent que 66 runs dans la seconde manche et perdent par 675 runs d'écart. Lui-même n'en marque que dix-huit dans la première manche et un seul dans la seconde, ce qui lui vaut d'être écarté pour le second match de la série. Appelé à nouveau dans l'équipe pour la troisième rencontre, au Melbourne Cricket Ground, il marque 79 puis 112 runs au cours de ses deux manches, devenant alors le plus jeune joueur à marquer un century en Test cricket, alors que l'Australie perd à nouveau,. Une nouvelle défaite australienne se produit lors du quatrième match de la série. Bradman marque 58 runs dans la seconde manche australienne. Il est éliminé en étant run out, la seule fois où cela se produira au cours de sa carrière internationale, et les Australiens perdent par seulement 12 runs d'écart.
L'Australie réussit à gagner le cinquième et dernier test de la série. Bradman réalise le meilleur score du match, 123 runs, dans la première manche. Il termine la saison avec 1 690 runs à une moyenne à la batte de 93,88 et réussit son premier multiple century en Sheffield Shield, 340 not out contre le Victoria, un record au SCG.
La saison suivante, en 1929-30, sa moyenne est de 113,28. Lors d'un match qui sert à sélectionner les joueurs pour la future tournée en Angleterre, il est le dernier joueur éliminé dans la première manche avec un score de 124 runs. Le capitaine adverse utilisant la règle de l'enchaînement qui oblige l'équipe de Bradman à passer à la batte une deuxième fois consécutive, son capitaine Bill Woodfull lui demande de garder son équipement et de commencer cette seconde manche. À la fin de la journée, Bradman en est à 205 runs, un score qu'il portera à 225. Au début de janvier 1930, Bradman établit contre Queensland au SCG ce qui est alors le record mondial du plus grand nombre de runs en une manche en first-class cricket : 452 not out, une performance réalisée en seulement quatre cent quinze minutes. Il faudra attendre vingt-neuf ans avant que ce record ne soit battu.

### Des records en Angleterre

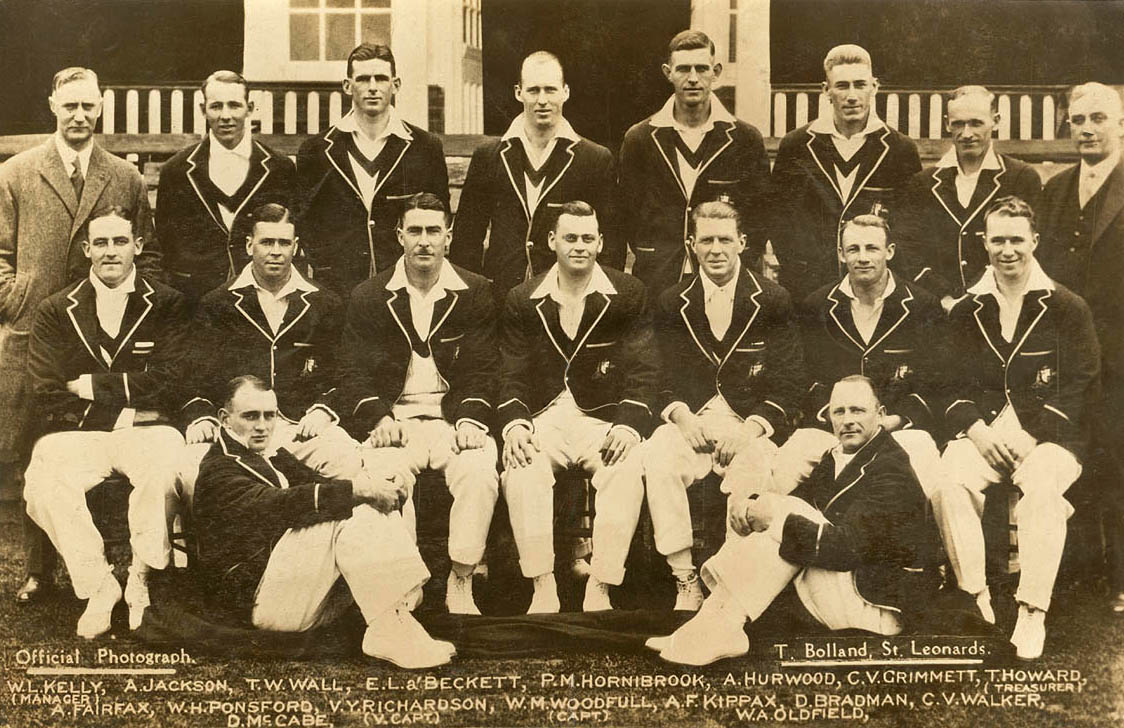
Bradman (deuxième rang, deuxième en partant de la droite) avec l'équipe de 1930.

Bien que sa sélection soit évidente pour la tournée de l'équipe d'Australie en Angleterre en 1930. Percy Fender, par exemple, reconnaît son potentiel mais met en doute sa fiabilité et ses difficultés à corriger ses erreurs. Les Anglais sont favoris des Ashes de 1930 alors que les Australiens comptent notamment sur leurs deux jeunes batteurs, Bradman et Archie Jackson, pour déjouer les pronostics. La technique élégante de ce dernier offre les meilleures chances de réussite.
Bradman entame la tournée avec un score de 236 runs à Worcester et marque mille runs en first-class cricket avant la fin mai. Il est alors seulement le cinquième joueur et le premier Australien à réussir cette performance. Pour son premier test-match en Angleterre, Bradman marque 131 runs dans la seconde manche, ce qui n'empêche pas les hôtes de remporter le match. Lors de la deuxième rencontre de la série, qui en compte cinq, il réussit un score de 254 runs au cours d'une victoire australienne. Il affirmera plus tard avoir joué là la meilleure manche de sa carrière alors que « pratiquement chaque balle sans exception allait là où elle devait aller ». Le Wisden Cricketers' Almanack remarque son jeu de jambes rapide, sa précision et son application à garder la balle au sol plutôt qu'à la taper en l'air.
Lors du troisième test de la série, à Leeds, Bradman marque un century avant le déjeuner lors de la première journée de jeu, ce que Victor Trumper et Charlie Macartney avaient déjà réussi. L'après-midi, il ajoute plus de cent nouveaux runs à son total avant le thé et finit la journée à 309 runs not out. Il est encore à ce jour le seul joueur à avoir marqué plus de 300 runs en une seule journée en Test cricket. Son total final à la fin de la manche s'élève à 334 et est alors un record du monde : il bat les 325 runs en une manche d'Andy Sandham. L'homme d'affaires Arthur Whitelaw lui offrira un chèque de 1 000 £ pour cette performance. Comme lors du quatrième test qui suivra, le mauvais temps empêche que ce match se termine par la victoire d'une des deux équipes.
Lors du test décisif à The Oval, à Londres, l'Angleterre accumule 405 runs. Au cours d'une manche étalée sur trois jours à cause d'une pluie intermitante, Bradman marque 232 runs. L'Australie obtient une avance de 290 runs à l'issue de la première manche. Au cours d'un partnership crucial avec Jackson, Bradman connaît des difficultés face aux lancers courts et forts rebondissants effectués par le fast bowler Harold Larwood. Il est même fréquemment touché au corps. Plusieurs commentateurs et joueurs anglais remarquent les difficultés de Bradman face à ces lancers. Si cette révélation survient trop tard pour les Anglais pour leur permettre de l'exploiter, elle aura une portée considérable lors des Ashes qui suivront. Le gain du match permet à l'Australie de remporter la série et cette victoire a un impact significatif en Australie. Alors que l'économie connaît des difficultés à cause de la crise mondiale et que le taux de chômage augmente rapidement, le pays trouve du réconfort dans ce triomphe sportif. L'histoire d'un joueur autodidacte de vingt-deux ans originaire du bush qui établit une série de records contre le rival anglais fait de Bradman un héros national. Durant cette tournée de 1930, Bradman réalise des performances qui n'ont jamais été égalées depuis : son nombre de runs durant les matchs internationaux, 974, et son nombre de scores supérieurs à 200, quatre, sont encore à ce jour des records pour un joueur au cours d'une série de tests. Le total de runs de Bradman en first-class cricket sur cette tournée, 2960, est un autre record : aucun étranger n'en a marqué autant lors d'un séjour en Angleterre.
Durant le séjour en Angleterre, Bradman fait montre d'un caractère réservé et solitaire en dehors du terrain. Décrit comme distant par ses coéquipiers, il ne leur offre jamais de tournée et ne partage pas avec eux l'argent offert par Whitelaw.
Bradman passe la plupart de son temps libre seul à écrire : il a déjà vendu les droits d'un livre. À son retour en Australie, il est surpris par l'intensité de la réception. Il devient un « héros réticent ». Son employeur, la société Mick Simmons, souhaite profiter de la nouvelle notoriété de son employé. Elle demande à Bradman de quitter ses coéquipiers et d'assister à des réceptions officielles qu'elle organise à Adélaïde, Melbourne, Goulburn, Bowral et Sydney, où il se voit offrir une Chevrolet dernier modèle. À chaque étape de la tournée, Bradman est adulé à un point qui l'embarrasse. Cette attention portée sur ses exploits individuels dans un sport collectif mettront à mal ses relations avec ses contemporains de manière permanente. Vice-capitaine de l'équipe d'Australie, Vic Richardson déclare à propos de la victoire : « Nous aurions pu affronter n'importe quelle équipe sans Bradman, mais nous n'aurions pas pu jouer contre une école d'aveugles sans Clarrie Grimmett ».

### Un héros réticent

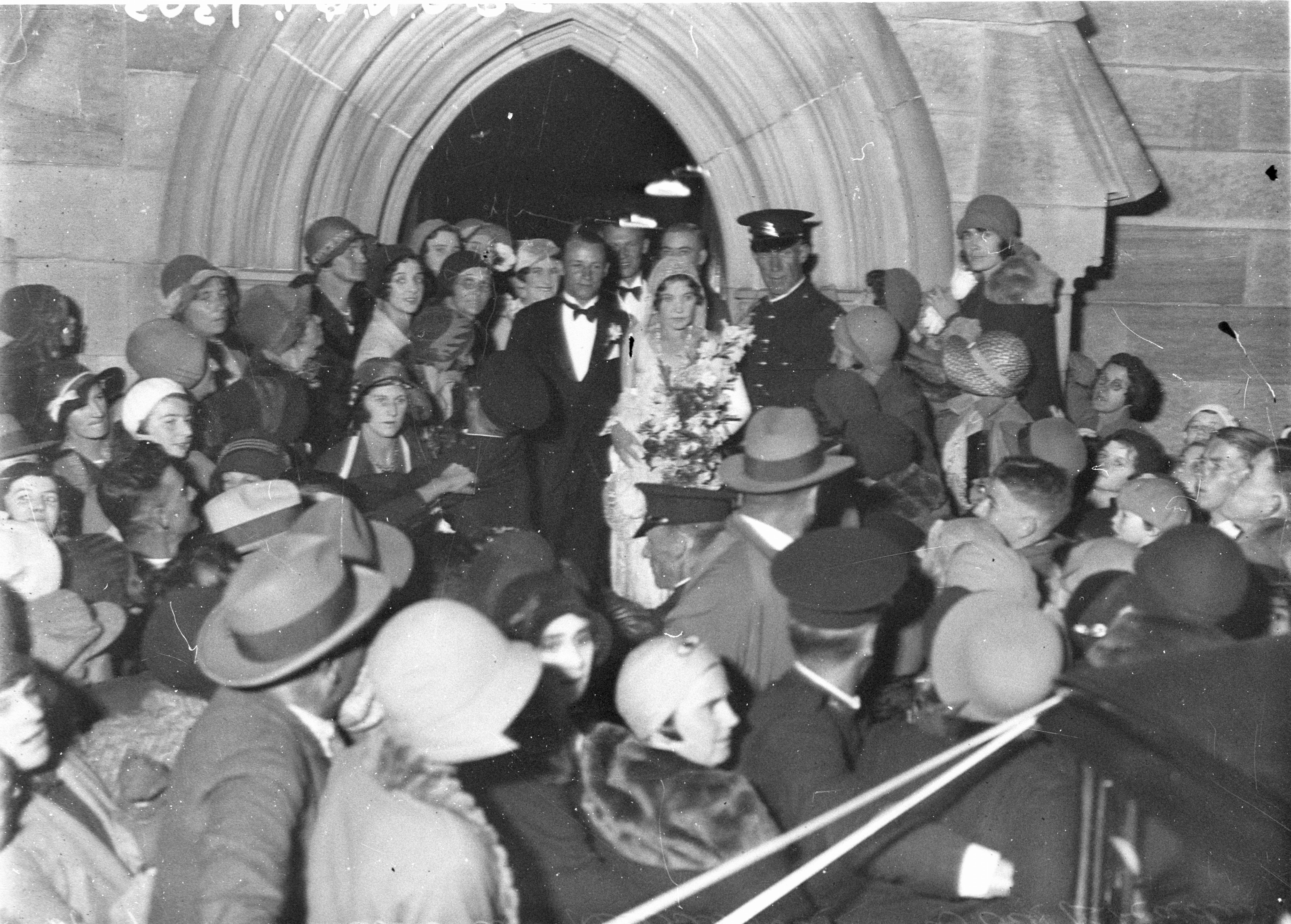
Des centaines de curieux se massent au mariage de Donald Bradman et Jessie Martha Menzies

En 1930-1931, Bradman marque contre la première équipe des Indes occidentales en visite en Australie de manière plus posée qu'en Angleterre, même s'il réussit des scores de 223 runs en deux-cent-quatre-vingt-dix-sept minutes durant le troisième test à Brisbane et de 152 en cent-cinquante-quatre minutes durant la rencontre suivante à Melbourne. Il marque cependant de manière plus rapide lors de l'été australien de 1931-1932 contre les Sud-Africains. Avec la Nouvelle-Galles du Sud, il réussit contre les visiteurs des scores de 30, 135 et 219 runs. Lors des rencontres internationales, il marque notamment 226 runs en deux-cent-soixante-dix-sept minutes, 112 en cent-cinquante-cinq, et 167 en cent-quatre-vingt-trois. Avec 299 runs en une manche durant le quatrième test, à l'Adelaide Oval, est un nouveau record du score individuel le plus élevé en Test cricket en Australie. L'Australie remporte neuf des dix tests joués dans ces deux séries.
Entre ces deux saisons, Bradman envisage sérieusement de devenir professionnel dans un club anglais de la Lancashire League, ce qui aurait signifié la fin de sa carrière, eu égard aux règles en vigueur à l'époque. Un consortium de trois sociétés de Sydney lui offre une alternative. Ils font signer à Bradman un contrat de deux ans : il écrit pour Associated Newspapers, intervient sur Radio 2UE et fait la promotion de la chaîne de magasins de vêtements pour hommes FJ Palmer and Son. Ce contrat fait de Bradman un personnage plus public qu'il ne l'est déjà et il lui est plus difficile de protéger sa vie privée, ce qu'il souhaite pourtant.
Le mariage chaotique de Donald Bradman avec Jessie Menzies en avril 1932 souligne ces intrusions dans sa vie privée. De nombreuses personnes, pourtant non invitées, sont debout sur les chaises et les bancs pour avoir une meilleures vue, et la police érige des barrières, qui sont brisées par la foule, alors que les invités, eux, ne trouvent parfois pas de siège. Quelques semaines plus tard, Bradman se joint à une tournée privée au Canada et aux États-Unis organisée par Arthur Mailey. Son épouse l'accompagne, et le couple considère le voyage comme sa lune de miel. Bradman joue cinquante-et-un matchs en soixante-quinze jours, marquant 3 779 runs à la moyenne de 102,1, avec notamment dix-huit centuries. Même si le niveau de jeu des matchs est peu élevé, les effets de la quantité de matchs qu'il a joué sur les trois années précédentes, ainsi que la pression due à sa célébrité se font sentir lorsqu'il rentre en Australie.

### Face à Bodyline

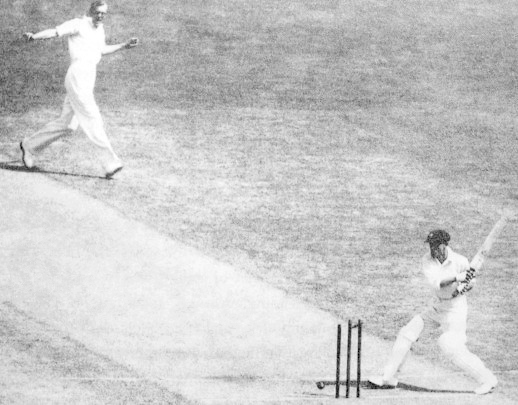
Bradman éliminé sans avoir marqué au MCG, devant un public venu en nombre, espérant le voir mettre Bodyline en échec.

Au sein du Marylebone Cricket Club (MCC), qui administre le cricket anglais à l'époque, Plum Warner est une voix influente. Envisageant une réponse anglaise à Bradman, il écrit que l'Angleterre « doit élaborer un nouveau type de lanceurs et développer des idées neuves et des tactiques inconnues pour juguler son habileté presque inquiétante ». Dans ce but, Warner orchestre la nomination de Douglas Jardine en tant que capitaine de l'équipe d'Angleterre en 1931, afin que celui-ci mène la sélection pour la tournée de 1932-1933 en Australie, alors que Warner sera lui-même manager de l'équipe. Se souvenant des difficultés de Bradman face aux bouncers — les lancers au cours desquels les balles rebondissent haut, près de la tête du batteur — à The Oval en 1930, Jardine décide d'associer des lancers courts à une tactique existante appelée « leg theory », qui consiste à placer de nombreux joueurs de champ derrière le batteur. Les fast bowlers du Nottinghamshire, Harold Larwood et Bill Voce, sont les fers-de-lance de cette nouvelle tactique.
Bradman connaît des problèmes à cette époque. Il est en particulier sujet à une maladie chronique non diagnostiquée qui a commencé durant la tournée en Amérique du Nord. L'Australian Board of Control lui a de plus initialement refusé la permission d'écrire une rubrique dans le Sydney Sun alors qu'il a signé un contrat de deux ans avec le journal. Il menace donc de se retirer du cricket pour pouvoir honorer cet engagement si l'instance dirigeante lui refuse la permission d'écrire. Le problème se règle lorsque le journal libère Bradman de son contrat. En trois matchs first-class contre l'Angleterre avant les rencontres internationales, Bradman marque à une moyenne à la batte de seulement 17,16 en six manches. Jardine décide d'expérimenter sa tactique durant un seul des matchs de préparation, une rencontre contre un « onze australien » au Melbourne Cricket Ground. Durant cette rencontre, Bradman fait face à la « leg theory ». Il avertit les dirigeants locaux que des problèmes risquent de survenir si la série de rencontres continuent ainsi : la tactique est dangereuse pour les batteurs. Il ne participe pas au premier test, qui se tient à Sydney, alimentant une rumeur disant qu'il souffre d'une dépression. Malgré son absence, l'Angleterre emploie ce qui est déjà connu sous le nom de « Bodyline » et gagne le match.
Le public australien attend avec impatience le retour de Bradman et espère qu'il va mettre Bodyline en échec. Il prend la place d'Alan Kippax lors du deuxième match. Au Melbourne Cricket Ground, une foule record de près de soixante-quatre mille personnes le voit entrer en jeu alors que l'Australie a déjà perdu deux joueurs pour soixante-sept runs marqués. Une standing ovation retarde le jeu durant plusieurs minutes. Il anticipe mal le premier lancer auquel il fait face et est éliminé. Le public est silencieux alors qu'il quitte le terrain. L'Australie est toutefois en avance à l'issue de la première manche. Lors de la deuxième, c'est une foule à nouveau record qui voit Bradman marquer cette fois 103 runs, donnant à l'Angleterre un objectif de 251 pour gagner. Bill O'Reilly et Bert Ironmonger permettent notamment à l'Australie de remporter le match.

Le troisième test-match, à l'Adelaide Oval, est capital. Le capitaine Bill Woodfull et le gardien de guichet Bert Oldfield sont tous deux blessés par des lancers anglais, provoquant des réactions virulentes du public. Plum Warner entre dans le vestiaire australien pour s'excuser, mais est pris verbalement à partie par Woodfull. L'Australian Board of Control envoie un câble au Marylebone Cricket Club, accusant les Anglais de manque d'esprit sportif. L'Angleterre continue toutefois à utiliser Bodyline, avec l'appui du MCC et malgré les protestations australiennes. Les visiteurs remportent les trois derniers matchs et le trophée. Bradman lui-même suscite la controverse avec sa propre tactique. Cherchant constamment à marquer, et avec la partie du terrain derrière lui remplie d'adversaire, il envoie régulièrement la balle dans l'autre partie avec des coups proches du tennis et du golf. Il accumule ainsi 396 runs, à la moyenne de 56,57. Pour Jack Fingleton, le jeu de Bradman s'est irrévocablement altéré à cause de Bodyline : 

« Bodyline était spécialement préparée, élevée pour et dirigée contre lui et, en conséquence, sa technique a subi un changement plus rapide que si cela aurait été le cas avec le temps. Bodyline a enlevé quelque chose d'éclatant de son art. »

Le fait d'être constamment sous le feu des projecteurs et les tribulations de la saison forcent Bradman à changer son mode de vie en dehors du sport. Harry Hodgetts, délégué de l'Australie-Méridionale auprès de l'Australian Board of Control, lui offre un poste d'agent de change s'il accepte de déménager à Adélaïde et de devenir capitaine de l'équipe de cet état. L'approche d'Hodgetts est en fait instiguée par la South Australia Cricket Association et c'est celle-ci qui subventionne le salaire de Bradman. Malgré les réticences de sa femme, Bradman accepte finalement l'offre en février 1934.

### Une santé en déclin

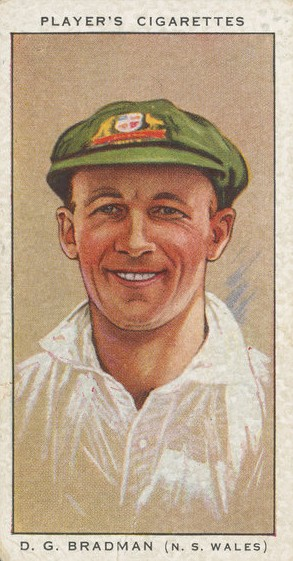
Carte de cigarette distribuée durant les Ashes de 1934.

Lors de sa dernière saison avec la Nouvelle-Galles du Sud, la moyenne à la batte de Bradman est de 132,44, sa meilleure à l'époque. Il est nommé vice-capitaine de l'équipe d'Australie pour le voyage en Angleterre en 1934, mais est souffrant une bonne partie de l'été. Des journalistes suggèrent qu'il souffe du cœur. Bien qu'il commence la tournée par un double-century à Worcester, il fait régulièrement preuve d'un manque de concentration surprenant durant les rencontres.
Il ne marque aucun century durant treize manches consécutives, le maximum atteint durant sa carrière, entraînant des commentaires selon lesquels Bodyline a entamé sa confiance et altéré sa technique.

### Années de guerre
Bradman rejoint la Royal Australian Air Force (RAAF) le 28 juin 1940 et est déclaré apte à être membre du personnel de bord. La RAAF a plus de recrues qu'elle ne peut en équiper et entraîner et Bradman passe quatre mois à Adélaïde avant que le gouverneur général d'Australie, Alexander Hore-Ruthven, ne le persuade d'être muté dans l'armée de terre, un changement critiqué comme étant plus sûr pour lui. Nommé lieutenant, il est en poste à l'Army School of Physical Training à Frankston dans l'état de Victoria. Il est superviseur divisionnaire de l'entraînement physique. Les efforts dus au poste aggravent ses problèmes musculaires chroniques dus à une fibromyalgie. Bizarrement, au regard de ses prouesses en tant que joueur de cricket, un test de routine révèle qu'il a des problèmes de vue.

### À la tête des Invincibles
L'Inde effectue sa première tournée en Australie au cours de la saison 1947-1948. Le 15 novembre, Bradman marque 172 runs pour un « Australian XI » contre eux, au Sydney Cricket Ground. C'est son centième century en first-class cricket. Il est le premier non-Anglais à passer ce cap, et est encore à ce jour le seul Australien à l'avoir fait. Durant les cinq tests joués contre l'Inde, il marque 715 runs à la moyenne à la batte de 178,75. Il marque son dernier double-century, 201 runs, à l'Adelaide Oval, et marque un century dans chaque manche au Melbourne Cricket Ground. Il annonce, la veille du cinquième et dernier test, que ce match sera la dernière rencontre internationale qu'il jouera en Australie, mais qu'il participera à la tournée à venir en Angleterre.
Bradman souhaite que l'équipe d'Australie soit invaincue durant sa tournée anglaise, une performance jamais accomplie précédemment ou depuis. Les spectateurs anglais sont attirés au stade par le fait qu'ils savent que c'est leur dernière chance de voir Bradman en action. Robertson-Glasgow observe qu'« avec Winston Churchill, il était la personne la plus célébrée durant l'été 1948. Ses apparitions à travers le pays étaient comme une continuelle matinée d'adieux. Finalement son jeu montra une faillibilité humaine. Souvent, spécialement au début des manches, il jouait là où la balle n'était pas, et les spectateurs se frottaient les yeux ».
Malgré des capacités déclinentes, Bradman réussit onze centuries durant la tournée, accumulant 2 428 runs à la moyenne de 89,92. Son meilleur score, 187, est réussi contre l'Essex, alors que l'Australie réussit un record mondial de 721 runs en un jour[réf. nécessaire]. Pendant la série des Ashes, il marque un century à Trent Bridge. À Leeds, lors du quatrième match, l'Australie doit marquer 404 runs en une journée dans sa deuxième manche pour gagner, ce qui serait un record du monde et alors que le terrain est abimé. Un partnership de 182 runs avec Arthur Morris et 173 runs not out de Bradman permettent à l'Australie de gagner le match, quinze minutes avant la fin du jeu[réf. nécessaire].
Lors du dernier match de la série, à The Oval, Bradman reçoit une ovation du public et de ses adversaires alors qu'il s'apprête à passer à la batte dans la première manche australienne. Sa moyenne à la batte en Test cricket est alors de 101,39. Il fait face au spin bowler Eric Hollies. Il est trompé par la deuxième balle qu'il reçoit et est éliminé sans avoir marqué le moindre run. Les Anglais ratent leurs deux manches, et l'Australie remporte le match sans avoir eu besoin de jouer sa seconde manche. Bradman termine sa carrière internationale avec une moyenne à la batte de 99,94, alors que quatre runs supplémentaires lui auraient permis d'atteindre les cent runs de moyenne. Durant de longues années, la rumeur courra que Bradman avait manqué la balle à cause de larmes dans ses yeux, ce qu'il démentira durant le reste de sa vie[réf. nécessaire].

Les Australiens remportent les Ashes par quatre victoires à zéro, et finissent leur tournée de huit mois invaincus. Ils restent dans l'histoire du cricket comme étant les « Invincibles ». Pour Bradman, cette période est la plus satisfaisante de sa carrière, les divisions internes des années 1930 ayant disparu. Il écrira à ce sujet :

« Connaissant les personnes, j'étais confiant d'avoir enfin la grande possibilité dont j'avais envie. Une équipe de joueurs dont le respect et la loyauté étant incontestables, qui me regarderaient comme une figure paternelle et écouteraient mes conseils, suivraient mes orientations et ne mettraient pas en question la manière dont je gère mes affaires [...]. La conséquence est une sorte de liberté dans votre capacité créative et dans votre jugement personnel. »

Robertson-Glasgow écrit à propos de la réaction anglaise à la retraite internationale de Bradman : 

« Un miracle nous a été enlevé. L'ancienne Italie a dû ressentir la même chose lorsqu'elle a appris la mort d'Hannibal. »

### Dernières années et héritage

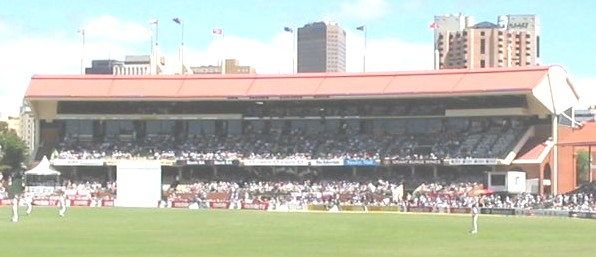
La tribune « Bradman » de l'Adelaide Oval, baptisée ainsi en 1990.

Durant ses dernières années, Bradman essaie parfois d'influencer l'image qu'il va laisser. Durant les années 1980 et 1990, il sélectionne soigneusement les personnes à qui il accord des entretiens, aidant même Michael Page, Roland Perry et Charles Williams, qui écrivent tous des biographies sur lui. Il accepte une longue interview diffusée sur ABC Radio et diffusée en huit épisodes de cinquante-cinq minutes en 1988 sous le titre Bradman: The Don Declares — littéralement Bradman : le « Don » déclare.

### Famille

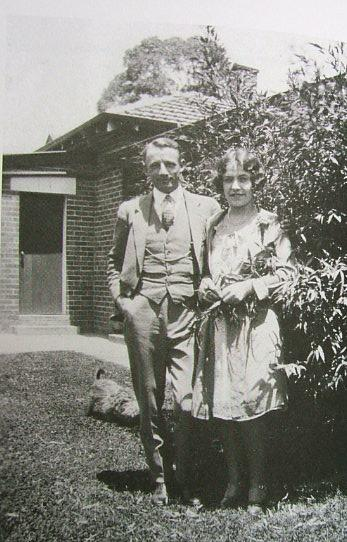
Donald Bradman et son épouse, dans les années 1930.

Bradman rencontre pour la première fois Jessie Martha Menzies en 1920. Le couple se marie à l'église anglicane St Paul's, à Burwood, le 30 avril 1932. Durant leurs soixante-cinq années de mariage, Jessie se montre « perspicace, fiable, désintéressée, et, par-dessus tout, simple ; elle était le parfait complément de sa personnalité concentrée et parfois changeante ». Bradman rend régulièrement hommage à sa femme, résumant ainsi son apport : « sans Jessie, je n'aurais jamais réussi ce que j'ai réussi ».
Les Bradman vivent dans la même maison modeste banlieusarde de Kensington Park durant toute leur vie à partir de leur troisième année de mariage. Leur premier enfant meurt nourrisson en 1936 tandis que leur second, John, né en 1939, contracte la polio et que leur fille, Shirley, née en 1941, a une infirmité motrice cérébrale depuis sa naissance. John Bradman porte son nom de famille comme un fardeau, et se fait officiellement appeler Bradsen à partir de 1972. Après le décès de Don Bradman, une collection de lettres qu'il a écrite à son ami Rohan Rivett entre 1953 et 1977 est éditée et donne aux chercheurs de nouveaux aperçus de la vie de famille des Bradman, notamment les tensions entre John et son père.
Durant les dernières années de sa vie, Don Bradman vit reclus, en partie à cause des problèmes de sa femme, notamment après l'opération à cœur ouvert de celle-ci. Jessie Bradman décède en 1997 d'un cancer à l'âge de quatre-vingt-huit ans. Les relations avec son fils s'amèliorent, au point que John reprend son nom de naissance. Après la mort de son père, John Bradman devient porte-parole de la famille et s'implique dans la défense de la mémoire de son père dans plusieurs affaires,. Les relations entre Donald Bradman et sa famille plus éloignées sont moins connues, mais neuf mois après son décès, son neveu Paul Bradman le qualifie de « snob » et de « solitaire », lui reprochant d'avoir oublié ses liens avec Bowral et de ne pas avoir réussi à assister aux funérailles des parents de Paul.

## Technique

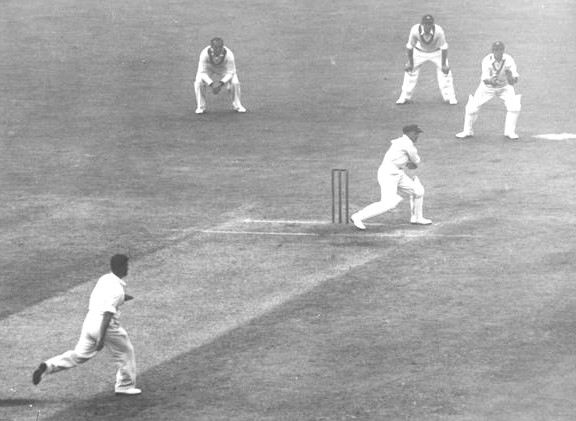
Bradman en action face à Bill Voce en 1936-37.

Le développement technique de Bradman, à ses débuts, est lié aux rebonds élevés de la balle sur des pitches en béton recouverts de nattes. Il préfère les coups où la batte est horizontale, comme le hook, le pull et le cut pour faire face aux rebonds et utilise une position de mains originale sur la batte qui lui permet de jouer ces coups sans compromettre sa capacité à défendre. Sur le terrain, il emploie une position latérale et reste immobile pendant que le lanceur adverse prend son élan. Son mouvement de batte vers l'arrière à un aspect « tortueux » qui lui vaut des critiques à ses débuts, mais il résiste à la tentation de se corriger. Durant ce mouvement, il garde ses mains proches de son corps, ce qui lui permet de garder son équilibre et, si besoin, de changer le type de coup qu'il s'apprête à jouer au dernier moment pendant son mouvement de batte vers l'avant. Un autre aspect essentiel de sa technique est son jeu de jambes. Il utilise sa zone de jeu au maximum, reculant parfois jusqu'à ce que ses pieds soient au niveau du wicket pour réaliser un cut, un hook ou un pull.
Le jeu de Bradman évolue avec son expérience. Il adapte temporairement sa technique face à Bodyline, bougeant délibérément autour de la zone de jeu pour essayer de marquer face aux lancers courts. Au sommet de sa carrière, au milieu des années 1930, il est capable de passer indifféremment d'une approche défensive à une approche offensive et vice-versa. Après la Seconde Guerre mondiale, il ajuste son jeu à cause des contraintes dues à son âge, devenant un calme « accumulateur » de runs.
Bradman ne réussit jamais vraiment à jouer sur des terrains rendus lourds par la pluie. Wisden commente : « s'il n'y a qu'une chose qui manque à ses performances incroyables, c'est l'absence d'une manche significative sur l'un de ces « terrains poisseux » d'autrefois ».

## Honneurs et distinctions
- Un des cinq Wisden Cricketers of the Year de l'année 1931[84].
- Un des cinq Wisden Cricketers of the Century (joueurs du XXe siècle) désignés par le Wisden Cricketers' Almanack en 2000. Les 100 experts désignés pour ce vote l'ont tous choisi dans leur sélection de cinq joueurs, faisant terminer Bradman en tête de ce classement devant Garfield Sobers (90 voix), Jack Hobbs (30), Shane Warne (27) et Viv Richards (25)[85].
- Fait chevalier en 1949[84].
- Compagnon de l'Ordre d'Australie (AC) en 1979[86]
- Membre de l'Australian Cricket Hall of Fame depuis 1996[84].
- Membre de l'ICC Cricket Hall of Fame depuis 2009 (membre inaugural).
- Il apparaît dans son propre rôle dans le film de 1936 The Flying Doctor de Miles Mander.

## Donald Bradman dans la culture populaire

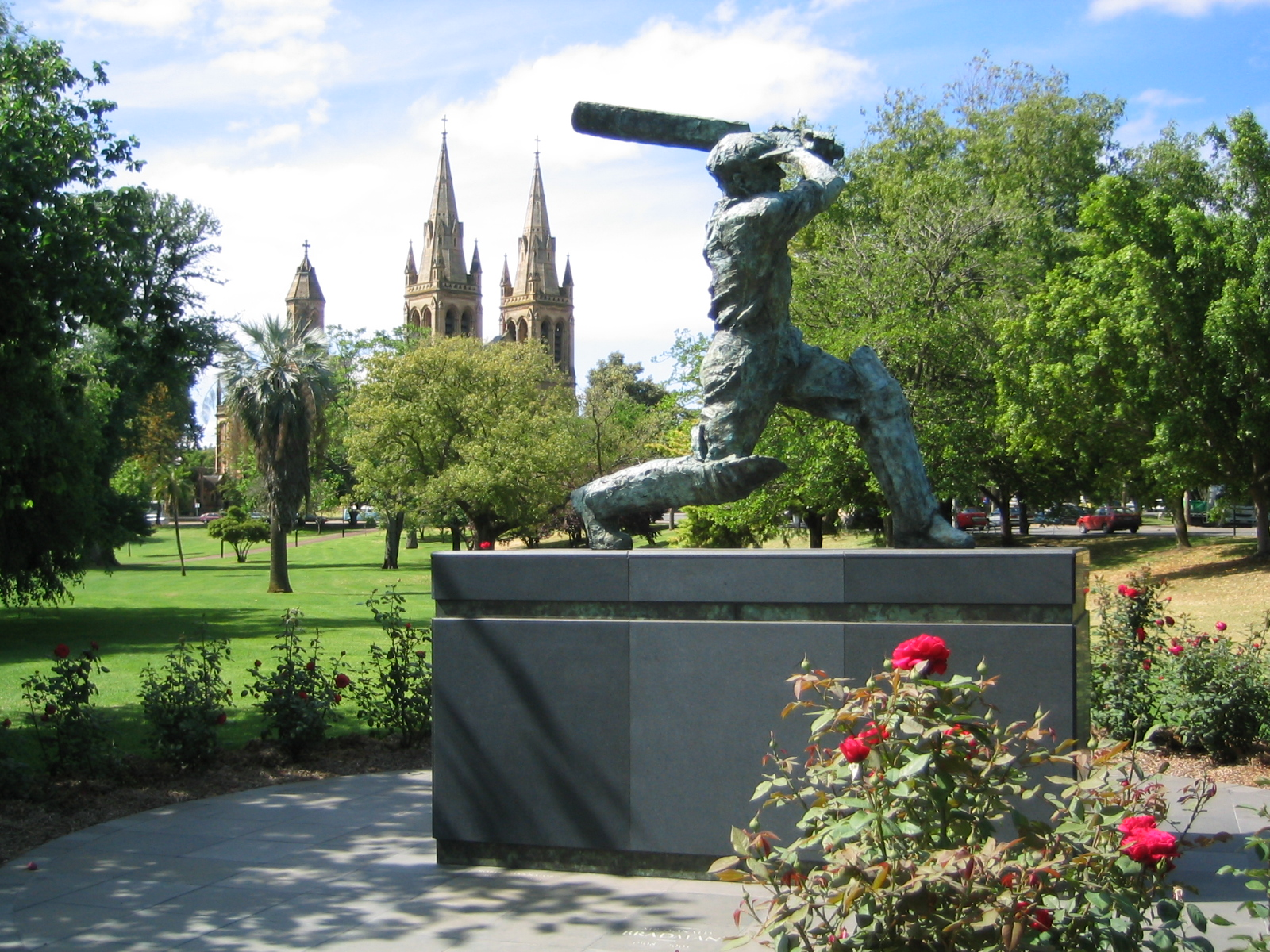
Statue de Bradman à l'Adelaide Oval.

## Bilan sportif

### Principales équipes
| Test        | Australie              | 1928 - 1948           |
| First-class | Nouvelle-Galles du Sud | 1927-1928 - 1933-1934 |
| First-class | Australie-Méridionale  | 1935-1936 - 1948-1949 |

### Sélections
- 52 sélections en Test cricket (1928 - 1948)
  - 24 fois capitaine (1936 - 1948), 15 victoires, 6 draws, 3 défaites

## Statistiques et records

### Statistiques par adversaire
| Adversaire                 | Matchs | Innings | Runs | Not out | Moyenne | Meilleur score | Centuries | Centuries/ Innings |
| -------------------------- | ------ | ------- | ---- | ------- | ------- | -------------- | --------- | ------------------ |
| Afrique du Sud             | 5      | 5       | 806  | 1       | 201,50  | 299*           | 4         | 80 %               |
| Angleterre                 | 37     | 63      | 5028 | 7       | 89,79   | 334            | 19        | 30,2 %             |
| Inde                       | 5      | 5       | 715  | 2       | 178,75  | 201            | 4         | 80 %               |
| Indes occidentales         | 5      | 6       | 447  | -       | 74,50   | 223            | 2         | 33,3 %             |
| Total contre 4 adversaires | 52     | 80      | 6996 | 10      | 99,94   | 334            | 29        | 36,3 %             |

### Records et performances
Donald Bradman détient encore actuellement de nombreux records en Test cricket et en first-class cricket.

#### En Test cricket
- Meilleure moyenne de runs par innings : 99,94 runs par innings[87]. Qualification : 20 innings joués 
  - Graeme Pollock est deuxième de ce classement avec 60,97 runs par innings pour les joueurs ayant achevé leur carrière.
- Premier joueur à avoir marqué deux triples-centuries[88]. 
  - Brian Lara, Virender Sehwag et Chris Gayle sont les seuls à avoir réussi la même performance.
- Plus grand nombre de double-centuries : 12[89].
- Plus grand nombre de runs en une série de matchs : 974, lors de Ashes de 1930 contre l'Angleterre[90].
- Plus grand nombre de runs en un seul jour de jeu : 309, le 11 juillet 1930 contre l'Angleterre[91].
- Plus grand nombre de double-centuries en une série de matchs : 3, lors des Ashes de 1930 contre l'Angleterre[92].
- Meilleur pourcentage de centuries par innings joués : 36,25 %[93]. Qualification : 30 innings joués
- Plus grand nombre de centuries marqués contre un même adversaire : 19, contre l'Angleterre[94].
- Plus grand nombre de matchs consécutifs en ayant marqué au moins un century : 6, de 1937 à 1938[95].

#### En first-class cricket
- Meilleure moyenne de runs par innings : 95,14 runs par innings[96]. Qualification : 50 innings joués
- Plus grand nombre de triples-centuries : 6.
- Plus grand nombre de double-centuries : 37.
- Plus grand nombre d'innings consécutifs en ayant marqué un century : 6, en 1938 et 1939[97].

Bradman fait partie des vingt-cinq batteurs qui ont atteint la barre des cent centuries en first-class cricket, et il est le joueur à qui il a fallu le moins de manches jouées pour franchir cette barre.

#### Sources
- (en) Cet article est partiellement ou en totalité issu de l’article de Wikipédia en anglais intitulé « Donald Bradman » (voir la liste des auteurs).

- (en) Cet article est partiellement ou en totalité issu de l’article de Wikipédia en anglais intitulé « Donald Bradman's batting technique » (voir la liste des auteurs).

- (en) Cet article est partiellement ou en totalité issu de l’article de Wikipédia en anglais intitulé « Donald Bradman in popular culture » (voir la liste des auteurs).

- (en) Cet article est partiellement ou en totalité issu de l’article de Wikipédia en anglais intitulé « Controversies involving Donald Bradman » (voir la liste des auteurs).